# Selección de fútbol sub-22 de Brasil
La selección de fútbol sub-22 de Brasil es el equipo que representa a Brasil compuesto por jugadores menores de 22 años. Es la selección que representa al país en los Juegos Panamericanos y es controlada por la Confederación Brasileña de Fútbol (CBF).

## Palmarés
- Juegos Panamericanos
  -  Campeón (5): 1963, 1975, 1979, 1987, 2023
  -  Subcampeón (3): 1959,  1983, 2003
  -  Tercero (1): 2015

## Estadísticas

### Fútbol en los Juegos Panamericanos
| Año                 | Fase              | Posición     | PJ           | PG           | PE           | PP           | GF           | GC           |
| ------------------- | ----------------- | ------------ | ------------ | ------------ | ------------ | ------------ | ------------ | ------------ |
| Buenos Aires 1951   | No clasificó      | No clasificó | No clasificó | No clasificó | No clasificó | No clasificó | No clasificó | No clasificó |
| México 1955         | No clasificó      | No clasificó | No clasificó | No clasificó | No clasificó | No clasificó | No clasificó | No clasificó |
| Chicago 1959        | Medalla de plata  | 2°           | 6            | 4            | 1            | 1            | 27           | 11           |
| São Paulo 1963      | Medalla de oro    | 1°           | 4            | 3            | 1            | 0            | 18           | 3            |
| Winnipeg 1967       | No clasificó      | No clasificó | No clasificó | No clasificó | No clasificó | No clasificó | No clasificó | No clasificó |
| Cali 1971           | No clasificó      | No clasificó | No clasificó | No clasificó | No clasificó | No clasificó | No clasificó | No clasificó |
| México 1975         | Medalla de oro    | 1°           | 6            | 5            | 1            | 0            | 32           | 1            |
| San Juan 1979       | Medalla de oro    | 1°           | 5            | 5            | 0            | 0            | 14           | 1            |
| Caracas 1983        | Medalla de plata  | 3°           | 3            | 2            | 0            | 1            | 3            | 1            |
| Indianápolis 1987   | Medalla de oro    | 1°           | 5            | 4            | 1            | 0            | 10           | 2            |
| La Habana 1991      | No clasificó      | No clasificó | No clasificó | No clasificó | No clasificó | No clasificó | No clasificó | No clasificó |
| Mar del Plata 1995  | Cuartos de final  | 5°           | 4            | 2            | 2            | 0            | 5            | 2            |
| Winnipeg 1999       | No clasificó      | No clasificó | No clasificó | No clasificó | No clasificó | No clasificó | No clasificó | No clasificó |
| Santo Domingo 2003  | Medalla de plata  | 2°           | 5            | 4            | 0            | 1            | 12           | 2            |
| Río de Janeiro 2007 | Fase de grupos    | 5°           | 3            | 2            | 0            | 0            | 7            | 4            |
| Guadalajara 2011    | Fase de grupos    | 6°           | 3            | 0            | 2            | 1            | 2            | 4            |
| Toronto 2015        | Medalla de bronce | 3º           | 5            | 3            | 1            | 1            | 15           | 7            |
| Lima 2019           | No clasificó      | No clasificó | No clasificó | No clasificó | No clasificó | No clasificó | No clasificó | No clasificó |
| Santiago 2023       | Medalla de oro    | 1°           | 5            | 4            | 1            | 0            | 8            | 1            |
| Total               | 12/19             | 5 oros       | 54           | 38           | 10           | 5            | 153          | 39           |